# División del Norte, Tlahualilo
División del Norte är en ort i Mexiko.   Den ligger i kommunen Tlahualilo och delstaten Durango, i den centrala delen av landet, 800 km nordväst om huvudstaden Mexico City. División del Norte ligger 1 103 meter över havet och antalet invånare är 194.
Terrängen runt División del Norte är mycket platt. Runt División del Norte är det glesbefolkat, med 9 invånare per kvadratkilometer. Närmaste större samhälle är Banco Nacional, 1,5 km söder om División del Norte. Trakten runt División del Norte består till största delen av jordbruksmark.